# 普富倫多夫的魯道夫
普富倫多夫的魯道夫（德語：Rudolf von Pfullendorf，約1110年—1181年1月9日），普富倫多夫伯爵、布雷根茲伯爵。

## 家庭
1150年左右，魯道夫與韋爾夫六世的女兒伊莉莎白（Elisabeth）結婚，兩人的女兒伊塔（Ita）是哈布斯堡伯爵阿爾布雷希特三世的妻子。